# Newsboys
Newsboys («Ньюзбойс») —  христианская рок-группа, основанная в 1985 году Питером Фарлером, Джоном Джеймсом, Шоном Тейлором и Джорджем Пардикисом. С момента основания было выпущено 17 студийных альбомов, 6 из которых получили золотой диск. По состоянию на 2025 год группа состоит барабанщика Данкана Филлипса, клавишника Джефа Франкенштейна, гитариста Джуди Дэвиса, солиста и бас-гитариста Адама Эйджи. Помимо исполнения музыки, группа также снималась в фильмах: Бог не умер, Бог не умер 2, Бог не умер: Свет во тьме и других.

## История

### 1980-е
Группа создана в Австралии, штат Квинсленде в 1985 году Питером Фарлером и его школьным другом, Джорджом Пардиксом. Фарлер и Пардикс тренировались в гараже на Саншайн-Кост, также известном как "Рай для сёрферов". Вскоре к группе присоединились ещё два участника: лучший друг Фарлера, Джон Джеймс, и басист Син Тейлор. Первоначально группа называлась The News, но название сменили, чтобы избежать путаницы с американской группой Huey Lewis and the News. В США NewsBoys переехали в конце 1987 после подписания контракта с Refuge Communication. В 1988 группа выпустила свой первый альбом All About It.

### 1990-е
После подписания контракта с Star Song Communications, группа выпустила ещё 2 альбома в 1990 и 1991: Hell Is for Wimps и Boys Will Be Boyz. Ни один из трёх альбомов не привлёк к себе внимания, и состав группы менялся с каждым релизом.
Так продолжалось до выпуска в 1992 году альбома Not Ashamed (содержащий кавер песни "Boycott Hell" группы DeGarmo & Key), который принёс группе известность в мире христианской музыки. Стив Тейлор, певец, автор песен и продюсер, начинает сотрудничать с группой, продюсирует альбомы и пишет большинство текстов для их песен. Начиная с этого момента, Фарлер стал делить место ведущего вокалиста с Джеймсом и продолжал это делать до ухода Джеймса. В песне "I'm Not Ashamed" тот же припев, что и в песне Ника Кершоу "Wouldn't It Be Good". Неясно, было это пародией, защищённой авторскими правами, или текст был использован с/без согласия Ника, поскольку он не числился автором.

### 2025
16 января 2025 года Майкл Тейт объявил об уходе из Newsboys спустя 15 лет. По состоянию на сегодняшний день фактически основным голосом группы стал Адам Эйджи, который официально присоединился к Newsboys в начале 2023 года.

## Состав

### Действующий состав
- Джуди Дэвис - гитара, бэк-вокал (1992–2003, 2009 – по настоящее время)
- Данкан Филлипс - ударная установка (1997 – по настоящее время), ударные (1993 – по настоящее время), клавишные (1993–1997)
- Джеф Франкенштейн - клавишные, бак-вокал (1994 – по настоящее время), бэк-вокал (2007 – по настоящее время)
- Адам Эйджи — вокал, гитара, бас-гитара (2023-настоящее время)

### Бывшие участники
- Майкл Тейт — вокал (2009–2025)
- Питер Фарлер — вокал (1997–2009, 2018–2021), гитара (1996–2009), вокал и бэк-вокал, ударная установка (1985–1997)
- Джон Джеймс — вокал(1986–1997)
- Кори Прайор — клавишные (1989–1990, 1991–1993) – ушёл со своей женой в группу SoZo.
- Син Тайлор — бас-гитара (1986–1992) – покинул группу, чтобы строить карьеру в сфере образования.
- Кевин Миллс — бас-гитара (1992–1994, умер в 2000) – покинул группу, чтобы управлять White Heart.
- Джордж Пардикс — гитара (1985–1987) – покинул группу до выхода первого альбома, но стал соавтором многих песен.
- Филл Йейтс — гитара (1987–1990)
- Джонатан Гиндж — гитара (1990–1991, 1992) – покинул группу после ухода Вернона Бишопа.
- Вернон Бишоп — гитара (1991–1992)
- Филл Джоел — бас гитара, вокал (1994–2006, 2018–2021)
- Браин Олесен — гитара (2004–2006) – ушёл в группу VOTA.
- Паул Колман — гитара (2006–2009) – покинул группу, чтобы работать над сольной карьерой в Трио Пола Колмана.